# 魯特 (伊斯蘭教)
魯特（阿拉伯语：لوط）是伊斯蘭教的先知。《聖經》中也有羅得的故事，但穆斯林並不完全接受故事的部份細節。
根據伊斯蘭傳統，魯特（羅得）住在烏爾，是易卜拉欣（亞伯拉罕）的後裔（古蘭經 6：83－89）。穆斯林經常引述魯特的故事，用來强调禁止雞姦。真主命令魯特前往所多瑪與蛾摩拉（《古蘭經》並未指出地名），勸戒當地人信仰獨一的真主，並停止淫蕩和暴力的行為。《古蘭經》和《聖經》都說魯特的宗族根本不理睬他。後來真主毀滅所多瑪與蛾摩拉，連魯特的妻子也一樣。
羅得的墳墓位於約旦河西岸地區城鎮希伯崙附近的巴尼那依姆。

## 魯特的故事

### 天使們拜訪亞伯拉罕
根據《古蘭經》，魯特是一位先知，是易卜拉欣的後裔。一群天使拜訪易卜拉欣（古蘭經 15：51），告訴他將會生一個聰明的兒子（11：69；15：53）。他們告訴易卜拉欣，真主派遣他們前去懲罰他的族人（11：70；15：58；51：32），真主降下陶石般的雨點襲擊他們（11：82－83；15：74；51：33－34）。真主拯救了易卜拉欣及魯特，但魯特的妻子未能倖免於難（15：59－60；29：32）。

### 所多瑪與蛾摩拉的居民
真主派遣魯特前去教化他們所多瑪與蛾摩拉的居民（古蘭經 7：80－81；26：165－166）。羅得勸他們停止使真主不悅的罪行，但他們嘲笑他（29：29），威脅放逐他（7：82；26：167）；羅得祈禱真主搭救他及其家屬（26：169）。

### 天使們拜訪魯特
三位天使喬裝成少年的樣子，顯現在魯特前面。魯特很了解所多瑪居民的惡行，深怕不能保護他們；他說：「這是一個艱難的日子。」（古蘭經 11：77）居民前去捉拿三少年（54：37），他試著勸他們停止強迫對方發生性行為，願把自己的女兒嫁給他們（11：78；15：68－71）。但他們說：「你確實知道我們的欲望。」（11：79）最後，「他們必將彷徨於自己的癲狂之中。」（15：72）

### 魯特奉命離開所多瑪
魯特無力保護少年們。此時他們向他顯現他們的天使身分，表示他們是真主派來懲治所多瑪的居民的。他們要魯特在夜間離開所多瑪，而且不可回頭觀看。他們告訴魯特，他的妻子因為罪行深重而不被允許離開（古蘭經 11：81）。魯特懷著對真主的信心，帶領家人與信他的人在夜間離開所多瑪（51：35），除了他的妻子以外（7：83）。魯特的妻子和努哈（挪亞）的妻子一樣，將入火獄（66：10）。

### 所多瑪與蛾摩拉的毀滅
早晨來臨時（古蘭經 15：73；54：38），真主「使那個市鎮天翻地覆，使預定的連續的陶石像雨點般地降落在他們身上。」（7：84；11：82；51：33）。真主毀滅了他們，「你們嘗試我的刑罰和警告吧！」（54：39）《古蘭經》提到這個事件時說：「對於能考察者，此中確有許多跡象。」（15：75；26：174；29：35）《古蘭經》提醒人們不可忽略前人的遭遇：「你們的確朝夕經過他們的遺蹟，難道你們不了解嗎？」（37：137－138）

## 與《聖經》記載的差異
《古蘭經》說羅得是亞伯拉罕的後裔（6：83－89），《聖經》卻說他是亞伯拉罕的侄子（創世紀 11：27；12：5）。
在《聖經》裡，羅得與兩個女兒在他意識不清的情況下與他發生了亂倫關係，這是《古蘭經》並未提及的。《古蘭經》說羅得是一位先知，而先知必然擁有崇高的品德。在伊斯蘭教裡，羅得的亂倫故事被認為是虛假的。
另外，所多瑪與蛾摩拉的名稱在《古蘭經》裡並沒有被指出來，伊斯蘭教認為其中一座城便是瑪甸沙勒。

## 伊斯兰教观点
伊斯兰教传统中，Ibrahim (亚伯拉罕) 的侄子就是Lut (阿拉伯语：لوط) ，他也是个 先知。根据 古兰经，罗得作为先知被派到那里警告那些人(也就是所多瑪與蛾摩拉的居民) ，要求改变他们的罪恶行径。这个故事出现在章节 呼德,古兰经第11章; 呼德这部分的主要内容是先知们被派出去警告他们的国家要只崇拜神, 之后神要惩罚这些国家。
古兰经没有在罗得居住的地方用很多笔墨，假设读者都了解了故事的背景。罗得为那些人提供了他的两个女儿，但是他们并不感兴趣，还说罗得“知道我们想要什么”。这一部分由阿布杜拉·约瑟夫·阿里翻译为英文，以下引文来自中文版的古兰经:
74.当畏惧离开易卜拉欣，而喜讯降临他的时候，他为鲁特的宗族而与我的众使者争论。
75.易卜拉欣确是宽仁的，确是慈悲的，确是悔悟的。
76.“易卜拉欣啊！你避开这争论吧！你的主的命令确已来临了，不可抵御的惩罚必定降临他们。”
77.当我的众使者来到鲁特家的时候，他为使者们陷入难境，他无力保护他们，他说：“这是一个艰难的日子。”
78.他的宗族仓猝地到他的家里来，他们向来是作恶的。他说：“我的宗族啊！这些是我的女儿，她们对于你们是更纯洁的。你们应当敬畏真主，你们对于我的客人们不要使我丢脸。难道你们当中没有一个精神健全的人吗？”
79.他们说：“你确已知道我们对于你的女儿们没有任何权利。你确实知道我们的欲望。”
80.他说：“但愿我有能力抵抗你们，或退避到一个坚强的支柱。”
81.他们说：“鲁特啊！我们确是你的主的使者，他们绝不能伤及你。你应当带著你的家属在五更出行——你们中的任何人都不要回头看——但你的妻子除外，她将与他们同遭毁灭。他们约定的时间是早晨，难道早晨不是临近的吗？”
82.当我的命令降临的时候，我使那个市镇天翻地覆，我使预定的连续的陶石像雨点般地降落在他们身上。
83.那些陶石是在你的主那里打上标记的，它并非远离不义者的。
在《古兰经》第7章《艾耳拉弗》（意为“高处”），也记述有类似圣经的记载. 伊斯兰教观点中的罗得和圣经记录的罗得最大的不同之初在于，圣经的记载包含了罗得和他两个女儿不正当的性关系，这一点在伊斯兰教中是被决然否认的。因为罗得被指为真主的先知,，在伊斯兰教先知是绝对不会触犯真主的律法，所以罗得也不会有这样的不道德关系。

## 參见
- 同性戀與伊斯蘭教